# Buc (Yvelines)
Buc è un comune francese di 5 561 abitanti situato nel dipartimento degli Yvelines nella regione dell'Île-de-France.

## Società

### Evoluzione demografica
Abitanti censiti